# Xenon-113
Xenon-113 of 113Xe is een onstabiele radioactieve isotoop van xenon, een edelgas. De isotoop komt van nature niet op Aarde voor.
Xenon-113 ontstaat onder meer door radioactief verval van barium-114.

## Radioactief verval
Xenon-113 bezit een korte halveringstijd: 2,7 seconden. Het grootste gedeelte (93%) vervalt door β+-verval naar de radio-isotoop jodium-113:
{\displaystyle {\ce {{^{113}_{54}Xe}->{^{113}_{53}I}+{e^{+}}+{\nu }_{e}}}}
De vervalenergie hiervan bedraagt 8,0138 MeV. 
Voor ongeveer 7% treedt verval op tot de radio-isotoop telluur-112:
{\displaystyle {\ce {{^{112}_{52}Te}->{^{111}_{50}Sn}+{p^{+}}+{e^{+}}+{\nu }_{e}}}}
Een klein gedeelte (0,011%) vervalt onder uitzending van alfastraling naar de radio-isotoop telluur-109:
{\displaystyle {\ce {{^{113}_{54}Xe}->{^{109}_{52}Te}+\,_{2}^{4}\alpha }}}
De vervalenergie bedraagt 3,0948 MeV. 
Xenon-113 vervalt voor 0,007% tot de radio-isotoop antimoon-109:
{\displaystyle {\ce {{^{113}_{54}Xe}->{^{109}_{51}Sb}+\alpha +{e^{+}}+{\nu }_{e}}}}
109Xe · 110Xe · 111Xe · 112Xe · 113Xe · 114Xe · 115Xe · 116Xe · 117Xe · 118Xe · 119Xe · 120Xe · 121Xe · 122Xe · 123Xe · 123mXe · 124Xe · 125Xe · 125m1Xe · 125m2Xe · 126Xe · 127Xe · 127mXe · 128Xe · 129Xe · 129mXe · 130Xe · 131Xe · 131mXe · 132Xe · 132mXe · 133Xe · 133mXe · 134Xe · 134m1Xe · 134m2Xe · 135Xe · 135mXe · 136Xe · 136mXe · 137Xe · 138Xe · 139Xe · 140Xe · 141Xe · 142Xe · 143Xe · 144Xe · 145Xe · 146Xe · 147Xe · 148Xe